# SS-Rottenführer

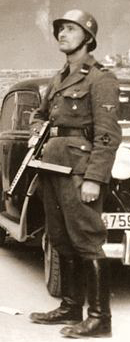
SD-Rottenführer Josef Blösche; beim SD der Oberärmel ohne Dienstgradwinkel!

Der SS-Rottenführer (kurz: Rottenf, Ansprache: Rottenführer) war im Deutschen Reich von 1934 bis 1945 der höchste Rang der Dienstgradgruppe der Mannschaften der SS; analog galt dies für den SA-Rottenführer. Der Rang entsprach dem Obergefreiten der Wehrmacht.

## Ursprung
Rottenführer war ursprünglich eine SA-Rangbezeichnung. Im Zusammenhang mit dem personellen Aufwuchs des NS-Regimes wurden weitere Mannschaftsdienstgrade eingeführt und dieser Rang auch durch die SS übernommen. Der Begriff leitet sich von Rotte ab, der kleinsten, vier Mann umfassenden Teileinheit von SA und SS. Die Rotte entsprach dem Trupp des Heeres der Wehrmacht; die Waffen-SS übernahm später die militärischer Gliederungsbezeichnungen.

## Abzeichen
Gemeinsames Rangabzeichen über alle nationalsozialistischen Gliederungen hinweg war die auf der linken Kragenpatte geführte doppelte Silberlitze. Angehörige der Allgemeinen SS und des SD führten dazu die ranggruppentypischen Schulterschnüre. Der SD übernahm im Zweiten Weltkrieg kurzzeitig die in Waffenfarbe paspelierten Schulterklappen der Waffen-SS (nach Heeresmuster), bevor 1942 die den exakten Dienstgrad anzeigenden Schulterstücke der Ordnungspolizei (jedoch in schwarzer Grundfarbe) eingeführt wurden. Nach dem Vorbild des Heeres übernahm die Waffen-SS zusätzlich den auf dem linken Oberärmel geführten Doppelwinkel aus Aluminiumlitze; der SD sowie die übrigen NS-Gliederungen führten diese Ärmelwinkel nicht.
| Dienstgrad              |                           |                            |
| niedriger: SS-Sturmmann | SS-Rottenführer (Rottenf) | höher: SS-Unterscharführer |

Rangabzeichen SS-Rottenführer der Waffen-SS
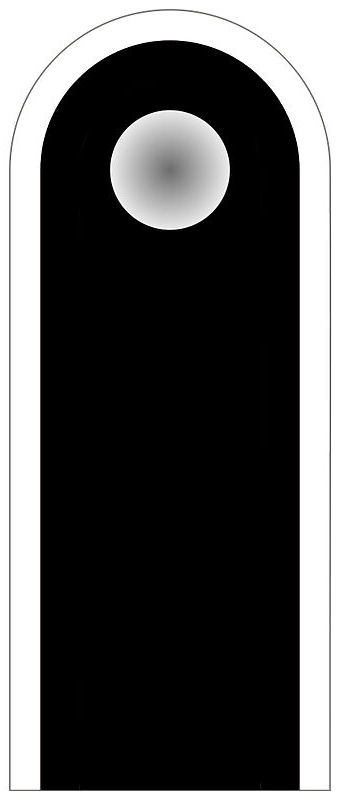
Schulterklappe (für alle Mannschaften der Waffen-SS gleich)
Kragenspiegel der SS (beim SD die Kragenpatte mit leerem Feld)
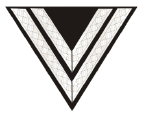
Ärmelabzeichen der Waffen-SS (nicht SD!) (linker Oberarm)
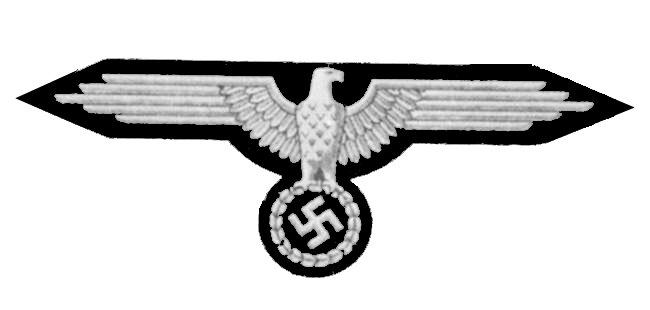
Hoheitsabzeichen (linker Oberarm, bei Waffen-SS oberhalb des Dienstgrad-Winkels)